# مانولو (لاعب كرة قدم)
مانولو (بالإسبانية: Manuel Pérez Escámez)‏ هو لاعب كرة قدم إسباني في مركز الوسط، ولد في 25 نوفمبر 1985 في بوياس في إسبانيا. لعب مع رايو فايكانو وسيوداد دي مورسيا ونادي جامعة مرسية ونادي ديبورتيفو طليطلة.

## وصلات خارجية
- مانولو (لاعب كرة قدم) على موقع قاعدة بيانات كرة القدم.إي يو (الإنجليزية)
- مانولو (لاعب كرة قدم) على موقع Soccerway.com (الإنجليزية)
- مانولو (لاعب كرة قدم) على موقع AS.com (الإسبانية)